# Кримський державний гуманітарний університет
Кри́мський гуманіта́рний університе́т — український вищий навчальний заклад у м. Ялті (Автономна Республіка Крим). Ректор — Олександр Глузман. 

## Про навчальний заклад
На 2008 рік загальна кількість науково-педагогічного персоналу університету нараховувала 378 викладачів, з них докторів наук — 53, кандидатів наук −108. Щорічно до роботи в університеті залучались провідні вчені України. 
Склад університету на 2008 рік: 
- 1 філія (Армянськ);
- 6 факультетів,
- 21 кафедра (нова кафедра економіки і управління в Армянську),
- 6 науково-дослідних центрів (регіональний центр вищої освіти інвалідів; глибинної психології, сектор міжнародного співробітництва, економічних досліджень, інноваційно — психологічних досліджень, «Освіта, наука, культура ПБК»);
- центр зв'язків з громадськістю;
- редакційно-видавничий відділ;
- центр довишівської підготовки,
- наукова бібліотека,
- ресурсний центр,
- інформаційно-обчислювальний центр,
- Економіко-гуманітарний коледж, навчальний центр робочих професій «Надія»,
- Євпаторійський інститут соціальних наук.[2]

23 вересня 2009 КГУ відзначив 65 річчя. Історія заснування КГУ починалася зі створення в 40-х роках Ялтинського педагогічного училища, Ялтинського педагогічного коледжу, а на їх основі виник Кримський державний гуманітарний інститут, а потім — Кримський гуманітарний університет.
2010 року відбулась нова реформація університету, після неї він складався з чотирьох частин:
- Інститут економіки та управління,
- Інститут педагогіки, психології та інклюзивної освіти, де мають можливість навчатися діти-інваліди,
- Інститут філології, історії, мистецтв
- Економіко-гуманітарний коледж.

Після початку тимчасової окупації Криму Росією 2014 року університет окупаційною адміністрацією було перетворено у Гуманітарно-педагогічну академію так званого Кримського федерального університету.